# Svetlana Savițkaia
Svetlana Savițkaia (în rusă Светлана Евгеньевна Савицкая, n. 8 august 1948, Moscova, RSFS Rusă, URSS) este un aviator și cosmonaut retras care a participat la mai multe misiuni spațiale sovietice: Soiuz T-7, Soiuz T-5 și Soiuz T-12. A fost prima femeie care a realizat o activitate în spațiul cosmic, în afara vehiculului spațial. A zburat la bordul lui Soiuz T-7 în 1982, devenind a doua femeie în spațiul cosmic după compatrioata ei, Valentina Tereșkova. În misiunea spațială din 1984 ea a devenit prima femeie care a zburat în spațiu de două ori și prima femeie care a efectuat o activitate  în afara vehiculului spațial. Svetlana Savitskaia a primit  Ordinul de Erou al Uniunii Sovietice la 27 august 1982 și 29 iulie 1984 (de două ori). A înregistrat ca pilot mai multe recorduri ale Federației Aeronautice Internaționale (Fédération Aéronautique Internationale – FAI).

## Biografie
Svetlana Savițkaia s-a născut într-o familie privilegiată. Tatăl ei, Evgheni Savițki, a fost un pilot de luptă foarte decorat în timpul celui de-al Doilea Război Mondial, lucru care l-a propulsat mai târziu în funcția de comandant adjunct al Apărării Antiaeriene Sovietice ca mareșal.
Fără știrea părinților ei, Savițkaia a început să se parașuteze la vârsta de 16 ani. Când tatăl ei a aflat, a sprijinit-o în continuare în această direcție. În ziua în care a împlinit 17 ani avea deja 450 de sărituri cu parașuta. Pe parcursul anului următor, ea a înregistrat sărituri record din stratosferă de la 13.800 m și apoi de la 14.250 m.
După ce a absolvit în 1966, s-a înscris la Universitatea Tehnologică de Stat pentru Aviație din Moscova (Российский государственный технологический университет им. К.Э.Циолковского), unde a luat, de asemenea, lecții de zbor. În 1971 a fost licențiată ca instructor de zbor. După absolvirea Universității de Aviație din Moscova în 1972, a urmat cursuri de instructor de zbor la Școala de Instructori de Zbor Fedotov (Школа лётчиков-испытателей имени А. В. Федотова), pe care a absolvit-o în 1976. În mai 1978 a lucrat pentru constructorul de aeronave Iakovlev (Опытно-конструкторское бюро им. А.С. Яковлева), ca pilot de încercare.  Ea a efectuat zboruri de testare pe avioanele Mikoian-Gurevici MiG-21, MiG-25, Suhoi Su-7, IL-18 și IL-28.
Între anii 1969 și 1977 a fost membru al echipei naționale sovietice de acrobație aeriană. La Campionatele Mondiale de Acrobație Aeriană ale Federației Aeronautice Internaționale (FAI World Aerobatic Championships), din iulie 1970, de la Hullavington, Anglia, a zburat cu un Yak-18 și a câștigat campionatul mondial împreună cu o echipă formată numai din femei, alături de Zinaida Lizunova și Lidia Leonova. La Campionatele Mondiale de Acrobație Aeriană din 1972 de la Salon-de-Provence a câștigat locul trei; iar în 1976 la Kiev cu un Yak-50, s-a clasat pe locul cinci.

## Programul spațial sovietic

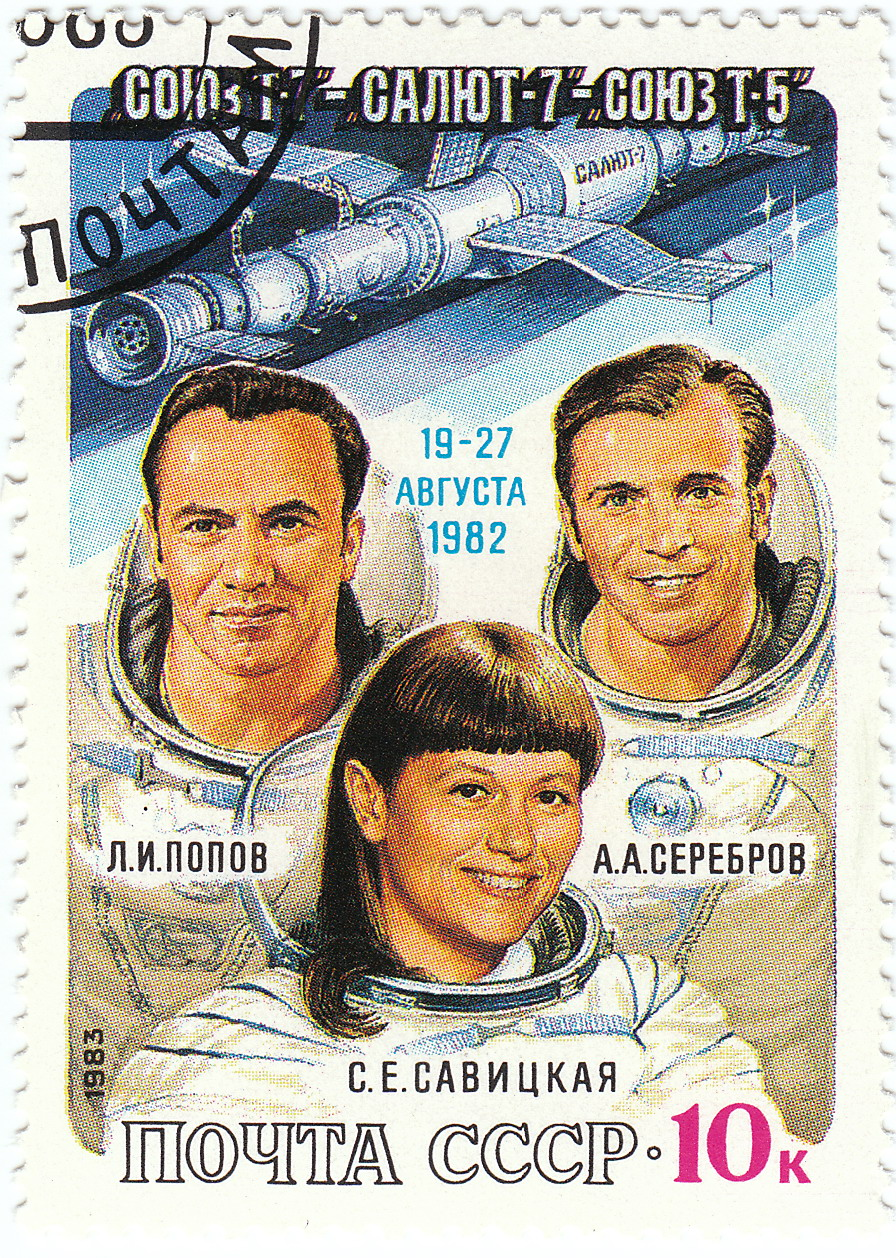
Savițkaia și colegii ei pe o marcă poștală sovietică din 1983. Comemorare a zborului din 19 august 1982 al Soiuz T-7.

În 1979, Savițkaia a participat la procesul de selecție pentru al doilea grup de femei-cosmonaut. La 30 iunie 1980, ea a fost admisă oficial în grupul de cosmonauți. Ea a promovat examenele la 24 februarie 1982.

### Primul zbor: Soiuz T-7 / T-5
În decembrie 1981, Savițkaia s-a pregătit pentru primul ei zbor spațial, un zbor pe termen scurt spre stația spațială Saliut 7, pentru înlocuirea echipajului original. Comandantul acestei misiuni a fost Leonid Popov, la al treilea zbor al său; a fost primul zbor al inginerului de zbor Aleksandr Serebrov.
Lansarea lui Soiuz T-7 a avut loc pe 19 august 1982. În acest fel, Savițkaia a fost a doua femeie din lume care a ajuns în spațiul cosmic, la 19 ani după Valentina Tereșkova. Cei trei cosmonauți au aterizat pe stația spațială ["au aterizat pe statia spatiala" - minunat!] în ziua următoare, unde au fost primiți de Anatolie Berezovoi și de Valentin Lebedev. Era pentru prima oară când o stație spațială avea un echipaj mixt de gen. Zona privată a Svetlanei Savițkaia era în modulul orbital al lui Soiuz T-7, dar ea a dormit la un loc cu bărbații din stația spațială. La 27 august 1982, Popov, Savițkaia și Serebrov s-au reîntors pe Pământ în Soiuz T-5.
În 1995, Savițkaia a dat un interviu jurnalistei Clara Germani de la Baltimore Sun. Ea și-a amintit că a avut parte de discriminare sexuală din partea colegilor săi de sex masculin și că, la prima ei intrare în stația spațială Saliut 7, Valentin Lebedev i-a arătat un șorț și i-a spus „să treacă la lucru”. Ea a mai declarat că „am fost capabilă rapid să stabilesc o relație profesională de lucru cu aceștia”.

### Al doilea zbor: Soiuz T-12

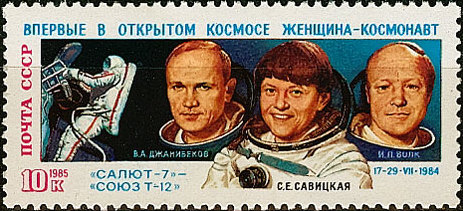
Membrii echipajului Soiuz T-12 care au zburat către stația spațială Saliut 7. Pe această marcă poștală este prezentată (în stânga) activitatea extravehiculară din 11 octombrie 1984

În decembrie 1983, ea a fost repartizată unui al doilea zbor, inclusiv unei activități extravehiculare (AEV), la trei săptămâni după ce au fost făcute publice viitorul zbor al femeii-astronaut american Kathy Sullivan și atribuirea unei activități extravehiculare. Din nou, a fost programată ca o misiune pe termen scurt către Saliut 7, de data aceasta pentru a duce unelte pe stație, astfel încât cel de-al treilea echipaj rezident al ei, Saliut 7 EO-3, să repare o conductă de combustibil.
La 17 iulie 1984, a avut loc lansarea lui Soiuz T-12 cu Savițkaia la bord, alături de comandantul Vladimir A. Janibekov și cosmonautul de cercetare științifică Igor Volk. La 25 iulie 1984, Savițkaia a devenit prima femeie care a ieșit în spațiu, conducând o activitate extravehiculară în afara stației spațiale Saliut 7 timp de 3 ore și 35 de minute, timp în care a tăiat și sudat metalele în spațiu împreună cu colegul ei, Vladimir Janibekov. Din cei 57 de cosmonauți sovietici/ruși care au realizat o activitate spațială extravehiculară până în 2010, ea este singura femeie. Întoarcerea pe Pământ a avut loc pe 29 iulie 1984.
Savițkaia și-a reamintit în interviul acordat Clarei Germani pentru Baltimore Sun că, în timpul celei de-a doua misiuni, și-a exprimat îngrijorarea cu privire la exercițiile de sudură extravehiculare, deoarece „n-am înțeles rostul acestora. Noi puteam să ne ardem costumele spațiale sau să provocăm daune la exteriorul stației spațiale.” Dar performanțele sale excelente din ambele zboruri i-au redus la tăcere pe criticii care au pus la îndoială capacitatea unei femei de a efectua misiuni spațiale.

### Al treilea zbor: anulat
La revenirea pe Pământ, Savițkaia a fost numită comandant al unui echipaj complet feminin Soiuz care să zboare spre stația spațială Saliut 7 în comemorarea Zilei Internaționale a Femeii (8 martie). În februarie 1985, însă, contactul radio cu Saliut 7 a fost pierdut; iar stația spațială a fost salvată de misiunea Soiuz T-13 în vara anului 1985. Când următoarea misiune a trebuit să fie abandonată în noiembrie 1985, din cauza unei boli a comandantului Vladimir Vasiutin, zborul femeilor a fost în cele din urmă anulat. În plus, după două zboruri nereușite în 1983 (Soiuz T-8 și Soiuz T-10-1), nu mai erau disponibile suficiente nave spațiale Soyuz. Mai târziu ar fi fost posibil să zboare cu un Soiuz-TM spre stația spațială Mir. Cu toate acestea, acest plan nu a fost realizat din cauza sarcinii Svetlanei Savițkaia în 1986.

## Activități ulterioare

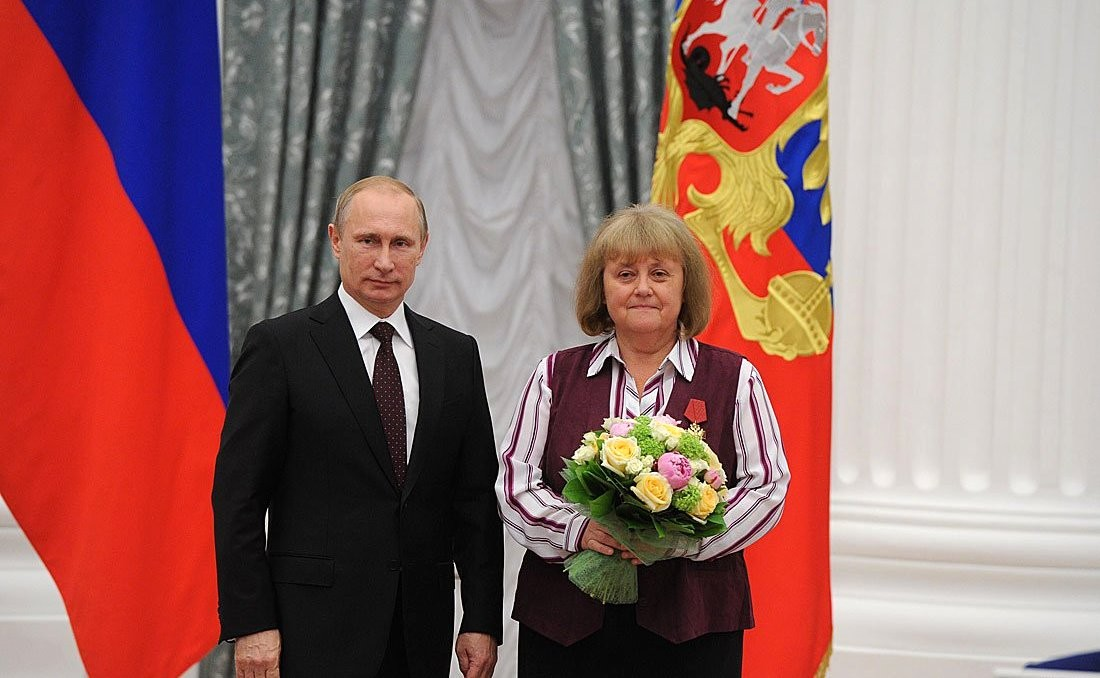
Svetlana Savițkaia și Vladimir Putin în 2014 la Kremlin.

Savițkaia este căsătorită, are un copil, un fiu născut în 1986. În februarie 1986, a absolvit Universitatea Tehnică de Stat Bauman din Moscova (Московский государственный технический университет им. Н. Э. Баумана (МГТУ им. Н. Э. Баумана)). Din 1983 până în 1994 Savițkaia a avut funcția de șef adjunct la companiei de stat Energia (Ракетно-космическая корпорация «Энергия» им. С. П. Королёва).
Comunistă dedicată, Savițkaia a fost aleasă în funcția de deputat al URSS în 1989 și de deputat al Rusiei în 1990, o funcție pe care a deținut-o până în 1992. Ea nu a salutat prăbușirea Uniunii Sovietice la începutul anilor 1990, observând că tot ceea ce părinții ei au muncit din greu pentru a construi a fost distrus aproape peste noapte și ea a fost "bucuroasă că ei nu au trăit să vadă [așa ceva]".
Savițkaia s-a retras în 1993 din Forțele Aeriene Ruse cu gradul de maior. În 1994 - 1995 a lucrat ca asistent universitar în domeniul Economie și Investiții la Institutul de Stat pentru Aviație din Moscova (Московский авиационный институт). În 1996 a fost aleasă deputat în Duma de Stat, reprezentând Partidul Comunist al Federației Ruse, și a fost realesă în această funcție de patru ori de atunci. În prezent, este vicepreședinte al Comisiei pentru Apărare și este, de asemenea, membru al președinției Consiliului de coordonare al Uniunii Patriotice Naționale.

## Vezi și
- Listă de femei Eroi ai Uniunii Sovietice
- Lista zborurilor spațiale cu echipaj uman 1980-1989
- Activitate extravehiculară